# Markus Eriksson
Markus Eriksson (* 29. November 1989 in Göteborg) ist ein schwedischer Tennisspieler.

## Karriere
Eriksson spielt hauptsächlich auf der ATP Challenger Tour und der ITF Future Tour. Er feierte auf der Future Tour bislang drei Turniersiege im Einzel und zwölf im Doppel. Sein Debüt auf der ATP World Tour gab er im Oktober 2013 bei den If Stockholm Open, für die er eine Wildcard erhielt und in der ersten Runde des Hauptfeldes gegen Kenny de Schepper antrat. Er verlor die Partie mit 4:6, 7:5 und 5:7.
Seit 2012 spielt Eriksson für die schwedische Davis-Cup-Mannschaft. Seine erste Partie bestritt er in der Play-off-Begegnung gegen Belgien, er verlor sie in zwei Sätzen gegen David Goffin. Am Ende stand es 5:0 für Belgien und die Schweden stiegen von der Weltgruppe in die Kontinentalgruppe I ab. 2013 feierte er dann seinen ersten Matchgewinn für das Davis-Cup-Team in der Viertelfinalbegegnung gegen die Ukraine. Obwohl er im zweiten Match Denys Moltschanow besiegte, verlor Schweden die Begegnung mit 2:3 und musste in der ersten Relegationsrunde gegen die Slowakei antreten, gegen die man verlor. In der zweiten Runde gewann Schweden jedoch gegen Dänemark und schaffte damit den Verbleib in der Kontinentalgruppe I. Eriksson trug mit seinem Sieg über Frederik Nielsen zum 3:2-Erfolg gegen Dänemark bei.
Im Juli 2018 gewann Eriksson seinen ersten Titel auf der Challenger Tour. In Tampere besiegte er mit seinem Landsmann André Göransson das russische Duo Iwan Gachow und Alexander Pawljutschenkow in drei Sätzen.

## Erfolge
| Legende (Anzahl der Siege)  |
| Grand Slam                  |
| ATP World Tour Finals       |
| ATP World Tour Masters 1000 |
| ATP World Tour 500          |
| ATP World Tour 250          |
| ATP Challenger Tour (1)     |

### Doppel

#### Turniersiege
| Nr. | Datum         | Turnier | Belag | Partner         | Finalgegner                           | Ergebnis         |
| --- | ------------- | ------- | ----- | --------------- | ------------------------------------- | ---------------- |
| 1.  | 28. Juli 2018 | Tampere | Sand  | André Göransson | Iwan Gachow Alexander Pawljutschenkow | 6:3, 3:6, [10:7] |